# Begonia bipinnatifida
Espèce
Begonia bipinnatifida est une espèce de plantes de la famille des Begoniaceae.
L'espèce fait partie de la section Petermannia.
Elle a été décrite en 1906 par Johannes Jacobus Smith (1867-1947).

## Répartition géographique
Cette espèce est originaire des pays suivants : Indonésie ; New Guinea.